# 宇文亮
宇文 亮（うぶん りょう、? - 580年）は、北周の宗室。字は乾徳。

## 経歴
宇文導の子として生まれた。559年、永昌郡公に封ぜられた。後に杞国公宇文連（宇文泰の兄）の爵位を嗣ぎ、開府儀同三司の位を受けた。
563年10月、梁州総管となった。571年、宗師中大夫となり、大将軍に進んだ。4月、秦州総管となり、兄の宇文広の部下を引き継いだ。5月、柱国に進んだ。572年に宇文護が殺害された後、宇文亮は不安にさいなまれて、酒びたりとなった。武帝はそのことを叱責した。
576年、武帝が北斉を攻撃すると、宇文亮は右第二軍総管となった。并州が平定されると、上柱国に進んだ。鄴の攻撃に従軍し、大司徒に転じた。578年、宣帝が即位すると、安州総管として出向した。
579年、行軍総管となり、韋孝寛らとともに南朝陳を攻撃した。11月、安陸道を通って黄城を攻め落とした。580年3月、北周の軍が凱旋して豫州に到着したとき、宇文亮は謀反をはかり、夜間に数百騎で韋孝寛の陣営を襲撃しようとした。事前の密告によって韋孝寛の知るところとなり、襲撃の備えがなされていたため、宇文亮は勝利できず、遁走した。韋孝寛は追撃して宇文亮を斬った。
弟の宇文椿が杞国公の爵位を嗣いだ。

## 子女
- 宇文明（宇文亮の罪に連座して殺された）
- 宇文温（宇文亮の弟の宇文翼の後を嗣いだ）

## 伝記資料
- 『周書』巻10 列伝第2
- 『北史』巻57 列伝第45